# Nowa Grzybowszczyzna
Nowa Grzybowszczyzna [ˈnɔva ɡʐɨbɔfʂˈt͡ʂɨzna] est un village polonais de la gmina de Krynki dans le powiat de Sokółka et dans la voïvodie de Podlachie.